# Lillian Hayward
Lillian Hayward, nata Lillian Hayward White  (contea di Napa, 22 ottobre 1868 – Chico, 13 giugno 1947), è stata un'attrice statunitense del cinema muto, conosciuta anche come Miss Hayward.

## Filmografia

### 1912
- The Junior Officer, regia di Frank E. Montgomery – cortometraggio (1912)
- The Hobo, regia di Hobart Bosworth – cortometraggio (1912)
- The Hand of Fate, regia di Frank Montgomery – cortometraggio (1912)
- A Humble Hero, regia di Frank Montgomery – cortometraggio (1912)
- The Lost Hat, regia di Frank Montgomery – cortometraggio (1912)
- The Old Stagecoach, regia di Fred Huntley – cortometraggio (1912)
- Goody Goody Jones, regia di Frank Montgomery – cortometraggio (1912)
- In Exile, regia di Fred Huntley – cortometraggio (1912)
- Pansy, regia di Fred Huntley – cortometraggio (1912)
- The Lake of Dreams, regia di Fred Huntley – cortometraggio (1912)
- The Vow of Ysobel, regia di Fred Huntley – cortometraggio (1912)
- His Masterpiece, regia di Colin Campbell – cortometraggio (1912)
- The Polo Substitute, regia di Colin Campbell – cortometraggio (1912)
- The Man from Dragon Land, regia di Fred Huntley – cortometraggio (1912)
- The Box Car Baby, regia di Fred Huntley – cortometraggio (1912)
- The Indelible Stain, regia di Colin Campbell – cortometraggio (1912)
- The Substitute Model, regia di Hobart Bosworth – cortometraggio (1912)
- The Pity of It, regia di Colin Campbell – cortometraggio (1912)
- The Great Drought, regia di Colin Campbell – cortometraggio (1912)
- Monte Cristo, regia di Colin Campbell – cortometraggio (1912)
- The Legend of the Lost Arrow, regia di Hobart Bosworth – cortometraggio (1912)
- Atala, regia di Hobart Bosworth – cortometraggio (1912)
- Miss Aubry's Love Affair, regia di Hobart Bosworth – cortometraggio (1912)
- John Colter's Escape, regia di Hobart Bosworth – cortometraggio (1912)
- The God of Gold, regia di Colin Campbell – cortometraggio (1912)
- Opitsah: Apache for Sweetheart, regia di Colin Campbell – cortometraggio (1912)
- Sammy Orpheus; or, The Pied Piper of the Jungle, regia di Colin Campbell – cortometraggio (1912)
- A Pair of Boots, regia di Charles H. France – cortometraggio (1912)
- Our Lady of the Pearls, regia di Henry MacRae – cortometraggio (1912)

### 1913
- A Revolutionary Romance, regia di Colin Campbell – cortometraggio (1913)
- A Black Hand Elopement – cortometraggio (1913)
- The Early Bird, regia di Colin Camdipbell – cortometraggio (1913)
- Yankee Doodle Dixie, regia di Henry MacRae – cortometraggio (1913)
- The Story of Lavinia, regia di Colin Campbell – cortometraggio (1913)
- Sisters All, regia di Larry Trimble (1913)
- The House in Suburbia
- Sally in Our Alley, regia di Colin Campbell – cortometraggio (1913)
- The Hoyden's Awakening, regia di Lem B. Parker – cortometraggio (1913)
- Vengeance Is Mine, regia di Colin Campbell – cortometraggio (1913)
- With Love's Eyes, regia di Lem B. Parker – cortometraggio (1913)
- Alas! Poor Yorick!, regia di Colin Campbell – cortometraggio (1913)
- Hiram Buys an Auto, regia di Colin Campbell – cortometraggio (1913)
- Bunny and the Bunny Hug
- The Noisy Six, regia di Colin Campbell – cortometraggio (1913)
- The Wordless Message, regia di Colin Campbell – cortometraggio (1913)
- Alone in the Jungle, regia di Colin Campbell – cortometraggio (1913)
- When Lillian Was Little Red Riding Hood, regia di Colin Campbell – cortometraggio (1913)
- When Men Forget, regia di Colin Campbell – cortometraggio (1913)
- Songs of Truce, regia di Colin Campbell – cortometraggio (1913)
- A Wild Ride, regia di Colin Campbell – cortometraggio (1913)
- The Ne'er to Return Road, regia di Colin Campbell – cortometraggio (1913)
- The Child of the Sea, regia di Lem B. Parker – cortometraggio (1913)
- The Dream of Dan McQuire, regia di Fred Huntley – cortometraggio (1913)
- When May Weds December, regia di Francis J. Grandon – cortometraggio (1913)
- Hope, regia di Colin Campbell – cortometraggio (1913)
- Phantoms, regia di Colin Campbell – cortometraggio (1913)
- Trying Out No. 707, regia di Edward LeSaint – cortometraggio (1913)
- Outwitted by Billy, regia di Edward LeSaint – cortometraggio (1913)

### 1914
- Conscience and the Temptress, regia di Norval MacGregor – cortometraggio (1914)
- The Mistress of His House, regia di Edward LeSaint – cortometraggio (1914)
- The Uphill Climb, regia di Colin Campbell – cortometraggio (1914)
- Memories, regia di Edward LeSaint – cortometraggio (1914)
- The Tragedy of Ambition, regia di Colin Campbell – cortometraggio (1914)
- While Wifey Is Away, regia di Fred Huntley – cortometraggio (1914)
- The Midnight Call, regia di Fred Huntley – cortometraggio (1914)
- The Rummage Sale, regia di Edward LeSaint – cortometraggio (1914)
- Judge Dunn's Decision, regia di Edward LeSaint – cortometraggio (1914)
- In Defiance of the Law, regia di Colin Campbell – cortometraggio (1914)
- The Lily of the Valley, regia di Colin Campbell – cortometraggio (1914)
- The Wilderness Mail, regia di Colin Campbell – cortometraggio (1914)
- Footprints, regia di Edward LeSaint – cortometraggio (1914)
- The Mother Heart, regia di Colin Campbell – cortometraggio (1914)
- Etienne of the Glad Heart, regia di Colin Campbell – cortometraggio (1914)
- Garrison's Finish, regia di Francis J. Grandon – cortometraggio (1914)
- Rosemary, That's for Remembrance, regia di Francis J. Grandon – cortometraggio (1914 )
- If I Were Young Again, regia di Francis J. Grandon – cortometraggio (1914)
- The Mystery of the Seven Chests, regia di E.A. Martin – cortometraggio (1914)
- One Kiss, regia di Norval MacGregor – cortometraggio (1914)
- The Lure of the Windigo, regia di Francis J. Grandon – cortometraggio (1914)
- Wade Brent Pays, regia di Francis J. Grandon – cortometraggio (1914)
- The Champion Bear Slayer, regia di E.A. Martin – cortometraggio (1914)
- The Flower of Faith, regia di Francis J. Grandon – cortometraggio (1914)

### 1915
- The Fork in the Road, regia di Tom Santschi – cortometraggio (1915)
- The Puny Soul of Peter Rand, regia di Francis J. Grandon – cortometraggio (1915)
- Two Women and One Hat, regia di Norval MacGregor – cortometraggio (1915)
- The Gentleman Burglar, regia di E.A. Martin – cortometraggio (1915)
- The Jungle Stockade, regia di Tom Santschi – cortometraggio (1915)
- Beautiful Belinda, regia di E.A. Martin – cortometraggio (1915)
- The War o' Dreams, regia di E.A. Martin – cortometraggio (1915)
- A Studio Escapade
- The Octopus, regia di Tom Santschi – cortometraggio (1915)
- When Love Is Mocked, regia di George Nichols – cortometraggio (1915)
- A Studio Escapade, regia di Lloyd B. Carleton – cortometraggio (1915)
- The Prima Donna's Mother, regia di E.A. Martin – cortometraggio (1915)
- The Man with the Iron Heart, regia di George Nichols – cortometraggio (1915)
- When California Was Wild, regia di William Robert Daly – cortometraggio (1915)
- Their Sinful Influence, regia di Lloyd B. Carleton – cortometraggio (1915)
- Young Love, regia di Tom Santschi – cortometraggio (1915)

### 1916
- Why Love Is Blind, regia di George Nichols – cortometraggio (1916)
- Tom Martin: A Man, regia di George Nichols – cortometraggio (1916)
- Diamonds Are Trumps, regia di William Robert Daly – cortometraggio (1916)
- The Black Orchid, regia di Thomas N. Heffron – cortometraggio (1916)
- Virtue Triumphant, regia di William Robert Daly – cortometraggio (1916)
- Unto Those Who Sin, regia di William Robert Daly (1916)
- Number 13, Westbound, regia di Frank Beal – cortometraggio (1916)
- The Devil, the Servant, and the Man, regia di Frank Beal – cortometraggio (1916)
- Wives of the Rich, regia di Thomas N. Heffron – cortometraggio (1916)
- At Piney Ridge, regia di William Robert Daly (1916)
- The Hard Way, regia di Thomas N. Heffron – cortometraggio (1916)
- The Test of Chivalry, regia di William Robert Daly – cortometraggio (1916)
- The Hare and the Tortoise, regia di William Robert Daly – cortometraggio (1916)
- The Reprisal, regia di William Robert Daly – cortometraggio (1916)
- The Germ of Mystery, regia di William Robert Daly – cortometraggio (1916)
- Out of the Mist, regia di William Robert Daly – cortometraggio (1916)
- Into the Northland, regia di William Robert Daly – cortometraggio (1916)
- Big Tremaine
- Pidgin Island, regia di Fred J. Balshofer (1916)

### 1917
- The Promise, regia di Jay Hunt (1917)
- A Brother's Sacrifice, regia di Francis J. Grandon – cortometraggio (1917)
- The Hidden Children
- No Place Like Home, regia di Norval MacGregor – cortometraggio (1917)
- Wild Winship's Widow
- The Love of Madge O'Mara, regia di Colin Campbell – cortometraggio (1917)
- Her Heart's Desire, regia di Colin Campbell – cortometraggio (1917)
- The Rainbow Girl, regia di Rollin S. Sturgeon (1917)
- Wild Winship's Widow, regia di Charles Miller (1917)

### 1918
- Little Orphant Annie, regia di Colin Campbell (1918)